# Покровский, Александр Александрович (библиотековед)
Александр Александрович Покровский (1879, Нижний Новгород — 1942, Чарджоу) — русский и советский библиотековед, библиограф, организатор крупных книгохранилищ. Яркий представитель прогрессивного направления библиотечной мысли дореволюционной России. Основатель и первый директор Центральной городской библиотеки Москвы (1919; ныне — Центральная универсальная научная библиотека имени Н. А. Некрасова). Один из основателей Московского библиотечного института (1930).

## Биография
Родился в 1879 году в Нижнем Новгороде.
В 1897 году поступил в Московский университет, но уже на следующий год за участие в революционной деятельности был выслан в Нижний Новгород, где находился с 1898 по 1900 год. Затем поступил в Петербургский университет, который окончил в 1904 году. Поддержал революционные выступления 1905 года, после чего в 1905—1909 годах последовала вторая высылка в Нижний.
С 1909 года, после переезда в Москву, — на библиотечной работе. С 1911 года работал секретарём комиссии библиотековедения Русского библиографического общества. В 1913 году стал одним из организаторов библиотечных курсов при Народном университете имени А. Л. Шанявского в Москве, а затем, в 1916—1918 годах, сам преподавал на них, читая лекции по комплектованию библиотек и классификации литературы. Его многолетняя работа в московских библиотеках помогала гармонично сочетать практический опыт с теорией. Из всего цикла лекций Покровского особенным успехом среди слушателей пользовался курс «Методы просветительной работы библиотек», в котором поднимались вопросы о привлечении читателей к сотрудничеству с библиотеками, об избах-читальнях, организации читательских кружков, приспособлении деятельности библиотек к местным условиям и характеру местного населения, расширении и углублении культурного влияния библиотек.
В 1919 году основал Центральную городскую библиотеку Москвы (в дальнейшем — Центральная городская публичная библиотека имени Н. А. Некрасова), где работал до 1938 года. В 1920-х—1930-х годах участвовал во всех библиотечных и библиографических съездах. В 1930 году стал одним из основателей Московского библиотечного института.
В ходе развёрнутых в СССР идеологических гонений и репрессий в отношении интеллигенции, в 1931 году подвергся резкой критике с марксистских позиций и был отстранён от научной деятельности.
Вернувшись к работе, в 1934—1941 был научным сотрудником НИИ библиотековедения.
Автор 16 книг и свыше 100 статей по библиотечным проблемам, а также ряда рекомендательных библиографических пособий.
А. А. Покровский умер 29 августа 1942 года в городе Чарджоу (Туркменская ССР).